# Plopiș, Sălaj
Plopiș este satul de reședință al comunei cu același nume din județul Sălaj, Transilvania, România.